# گابریلا نیکیتینا
گابریلا نیکیتینا (به انگلیسی: Gabriela Ņikitina) (زادهٔ ۲ ژوئن ۱۹۹۴) شناگر اهل لتونی است.